# Wychowanie (album)
Wychowanie – debiutancki oficjalny i czwarty ogółem album T.Love, wydany w październiku 1989 nakładem Polskich Nagrań. Był to ostatni album zespołu przed przerwaniem działalności z powodu wyjazdu Muńka Staszczyka do Wielkiej Brytanii. Nagrania zrealizowano w Studio S-4 w okresie kwiecień – lipiec 1988.

## Lista utworów
źródło:.
Strona A
1. „Fank!” (muz. Jacek Śliwczyński, Dariusz Zając, Andrzej Zeńczewski – sł. Zygmunt Staszczyk) – 2:59
2. „(Wolny jak) taczanka na stepie” (muz. Andrzej Zeńczewski – sł. Zygmunt Staszczyk, Andrzej Zeńczewski) – 3:19
3. „Gumka babalumka” (muz. Jacek Śliwczyński, Dariusz Zając, Andrzej Zeńczewski – sł. Dariusz Gajewski, Zygmunt Staszczyk) – 3:06
4. „Nasza tradycja” (muz. Jacek Śliwczyński – sł. Zygmunt Staszczyk) – 3:19
5. „Idą kołnierze” (muz. Jacek Śliwczyński, Dariusz Zając, Andrzej Zeńczewski – sł. Zygmunt Staszczyk) – 4:51

Strona B
1. „Śpiewam bęben” (muz. Andrzej Zeńczewski – sł. Zygmunt Staszczyk) – 4:51
2. „Moja kolacja to imitacja” (muz. Andrzej Zeńczewski – sł. Zygmunt Staszczyk) – 4:05
3. „Polowanie na słonia” (muz. Jacek Śliwczyński, Zygmunt Staszczyk, Dariusz Zając, Andrzej Zeńczewski – sł. Zygmunt Staszczyk) – 3:27
4. „Ulice” (muz. Andrzej Zeńczewski – sł. Zygmunt Staszczyk) – 3:57
5. „To wychowanie” (muz. Andrzej Zeńczewski – sł. Zygmunt Staszczyk[a]) – 2:35

## Twórcy
źródło:.
- Zygmunt Staszczyk – śpiew
- Tomasz Pierzchalski – saksofon
- Jacek Śliwczyński – gitara basowa, kontrabas, chórki
- Rafał Włoczewski – gitara (1, 3, 8)
- Piotr Wysocki – perkusja
- Dariusz Zając – instrumenty klawiszowe
- Andrzej Zeńczewski – gitara, chórki

gościnnie
- Sylwia – altówka (10)
- Igor Demydczuk – harmonijka ustna (9)
- Jarmila Górna – chórki (6)
- Robert Jakubiec – trąbka (1, 2, 4, 6)
- Tytus Jakubowski – konga (1, 6)
- Marek Kazana – saksofon altowy, saksofon barytonowy (1, 4, 6)
- Romuald Kunikowski – akordeon (2)

Personel
- Małgorzata Potocka – foto
- Janusz Cegieła – projekt graficzny
- Jerzy Płotnicki – realizacja nagrań
- Jacek Regulski – realizacja nagrań